# Zee Studio
Zee Studio était une chaîne de télévision indienne parlant anglais présentant Les films hollywoodiens. Elle faisait partie du plus grand réseau Zee Network.

## date
La chaîne a été lancée le 15 mars 2000 sous le nom de Zee Movies. En octobre 2000, Zee a conclu une coentreprise avec MGM et la chaîne a été rebaptisée Zee MGM. Après le rachat de MGM par Sony, le nom de la chaîne a été changé pour Zee Movie Zone (ZAMZ) le 1er octobre 2004. Le 28 mars 2005, dans le cadre de la refonte de Zee Network, il a été renommé Zee Studio. Anurag Bedi est le responsable commercial de Zee Studio ainsi que d'autres chaînes de niche faisant partie du package Zee. Son homologue haute définition a été lancé le 15 août 2011.